# Чоромручей
Чоромручей — ручей в России, протекает по территории Святозерского сельского поселения Пряжинского района Республики Карелии. Длина ручья — 19 км.

## Общие сведения
Ручей берёт начало на высоте выше 210 м над уровнем моря и далее течёт преимущественно в южном направлении.
Чоромручей в общей сложности имеет шесть малых притоков суммарной длиной 7,5 км. Один из притоков, правый, вытекает из озера Чором, устья реки Лемай.
Впадает на высоте 104 м над уровнем моря в реку Тукшу, впадающую в реку Важинку, правый приток Свири.
В нижнем течении Чоромручей пересекает дорогу местного значения 86К-263 («Подъезд к п. Верхние Важины»).
Населённые пункты на ручье отсутствуют.
Код объекта в государственном водном реестре — 01040100712202000012483.